# چاه خالوها
چاه خالوها، روستایی از توابع بخش گله‌دار شهرستان مهر در استان فارس ایران است.

## جمعیت
این روستا در دهستان فال قرار دارد و براساس سرشماری مرکز آمار ایران در سال ۱۳۸۵، جمعیت آن ۷۰۰ نفر (۱۳۴خانوار) بوده‌است.